# Skravelberget större 1

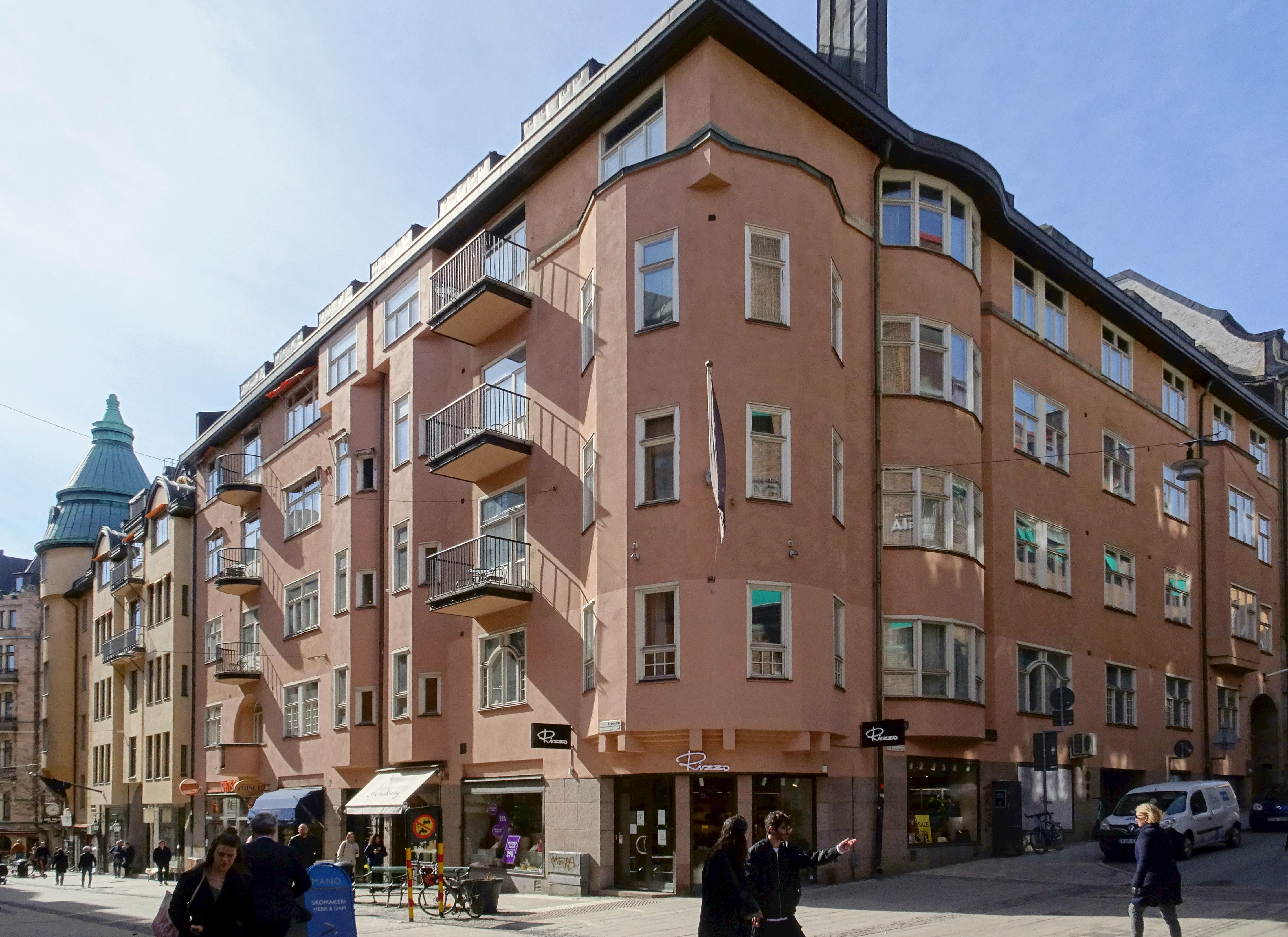
Skravelberget större 1, Nybrogatan 9 / Riddargatan 14, 2021.

Skravelberget större 1 är en kulturhistorisk intressant fastighet i kvarteret Skravelberget större vid Nybrogatan 9 / Riddargatan 14 på Östermalm i Stockholm. Hörnfastigheten har en lång historia som går tillbaka till år 1653 då ”tyskbagaren” Martin Kammecker lät bygga ett stenhus här som därför även kallades Tyske bagarens hus. Byggnaden ägdes under århundradens lopp av olika adliga personer och revs 1907. På platsen uppfördes 1909 nuvarande kontorshus efter ritningar av arkitekt Carl Bergsten som även hade sitt kontor i huset. Byggnaden är grönmärkt av Stadsmuseet i Stockholm vilket innebär att den bedöms vara "särskilt värdefull från historisk, kulturhistorisk, miljömässig eller konstnärlig synpunkt".

## Martin Kammeckers hus

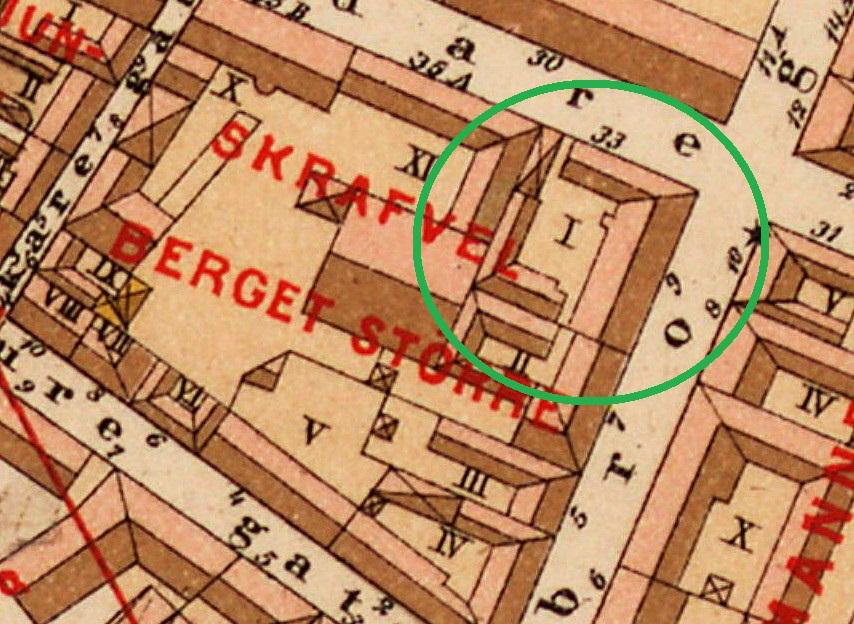
Fastigheten på Lundgrens karta, 1885.

År 1653 lät den från Tyskland invandrade bagaren Martin Kammecker bygga ett påkostat stenhus på Ladugårdslandet beläget i hörnet av Ladugårdsbrogatan och Sperlings backe (nuvarande Nybrogatan 9 och Riddargatan 14). På adressen bodde familjen Kammecker i över 90 år. Minst fyra generationer av dynastin Kammecker bedrev där en framgångsrik bagerinäring. På 1650-talet stod bara nio stenfastigheter på Ladugårdslandet (Kronobageriet inräknat), resten var trähus. 
Enligt historikern Nils Ahnlund var Kammeckers stenhus det enda på hela Ladugårdslandet, som representerade en utpräglad borgerlig patricierstil. 1730 låg i bottenvåningen sex rum och kök, i övervåningen åtta rum och kök. I byggnadens källare fanns en 15 meter djup brunn med klart, rent vatten, vilket var en värdefull tillgång på 1600- och 1700-talen. Till det kom lokaler på bakgården som rymde bland annat bageriet och stall. Från och med 1735 uthyrdes den övre våningen till några kända stockholmssläkter som Taube, von Psilander, Lagerbjelke och Åkerhielm.
År 1780 hyrdes Kammeckers hus av Gustav III:s gunstling, Elis Schröderheim, som fyra år senare köpte huset vilket nu kom att kallas den Schröderheimska egendomen. Han lät inreda den övre våningen efter tidens smak med bland annat av Tobias Sergel ritade dörröverstycken i rik förgyllning, dyrbara kakelugnar och eleganta väggspeglar. Några av dörröverstyckena finns bevarade på Nordiska museet och Margretelunds slott utanför Åkersberga. På 1800-talets första hälft hyrdes huset av kemisten Jöns Jacob Berzelius som hade ett laboratorium i en av bakgårdens byggnader. Från 1901 och fram till rivningen 1907 inhyste byggnaden Musikhistoriska museet.
Bland andra bemärkta personer som bott i huset kan nämnas revolutionsmannen Georg Adlersparre, författaren Carl Jonas Love Almqvist, skådespelaren Gustaf Kinmansson, målaren Tore Billing, överbibliotekarie Gustaf Edvard Klemming samt generalen Gösta Sandels.

### Bilder

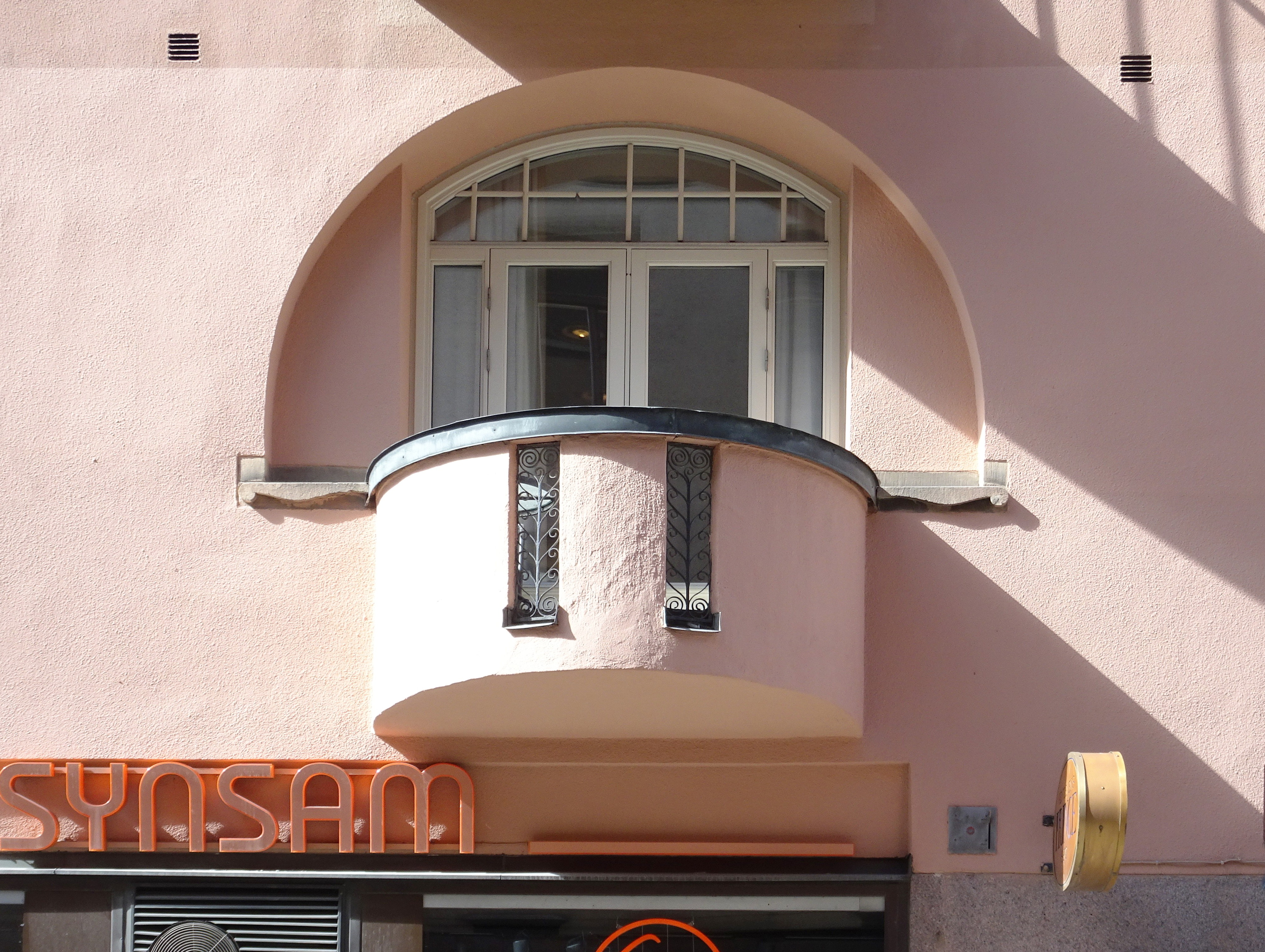
Balkong.
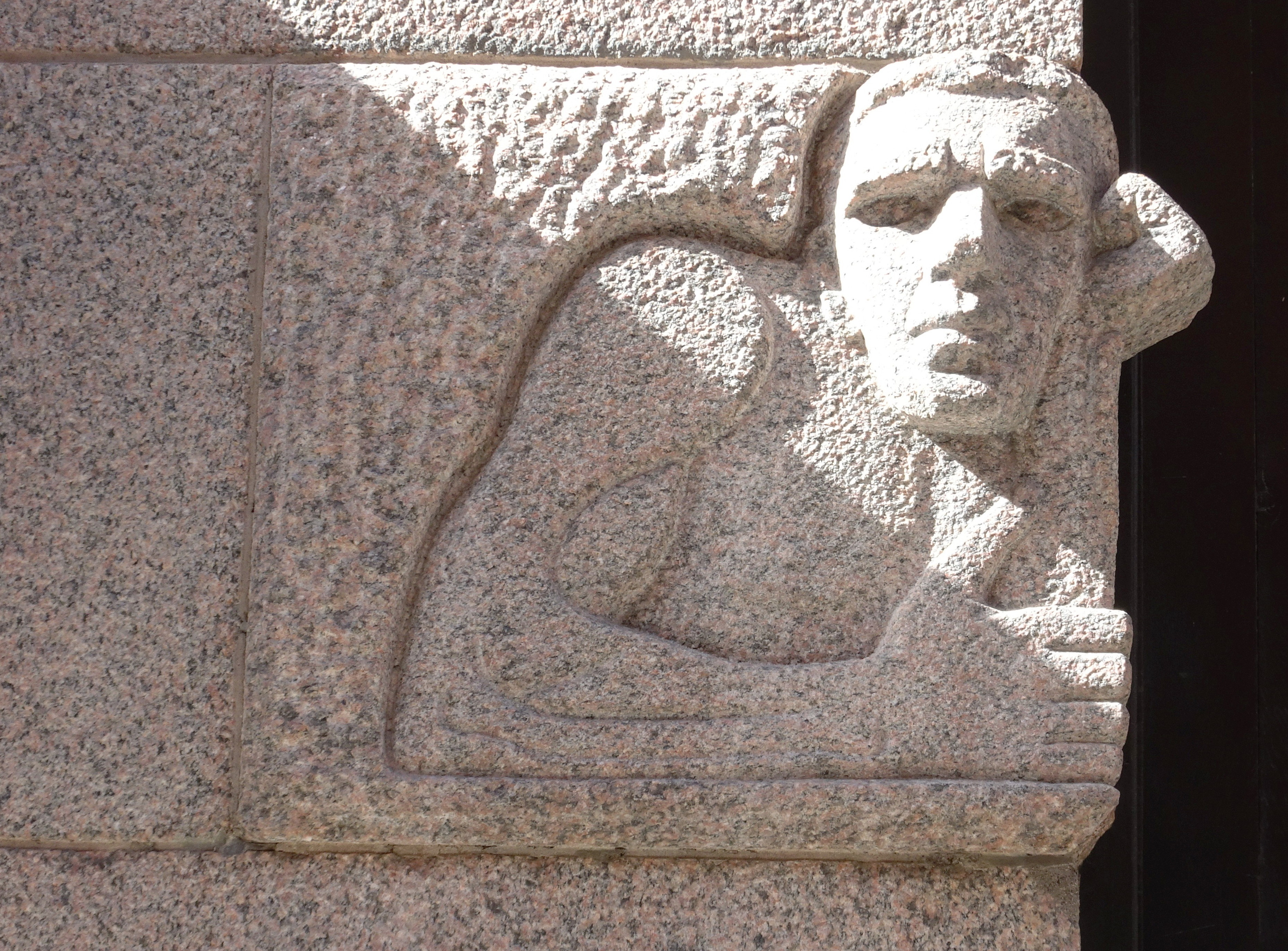
Entréskulptur.
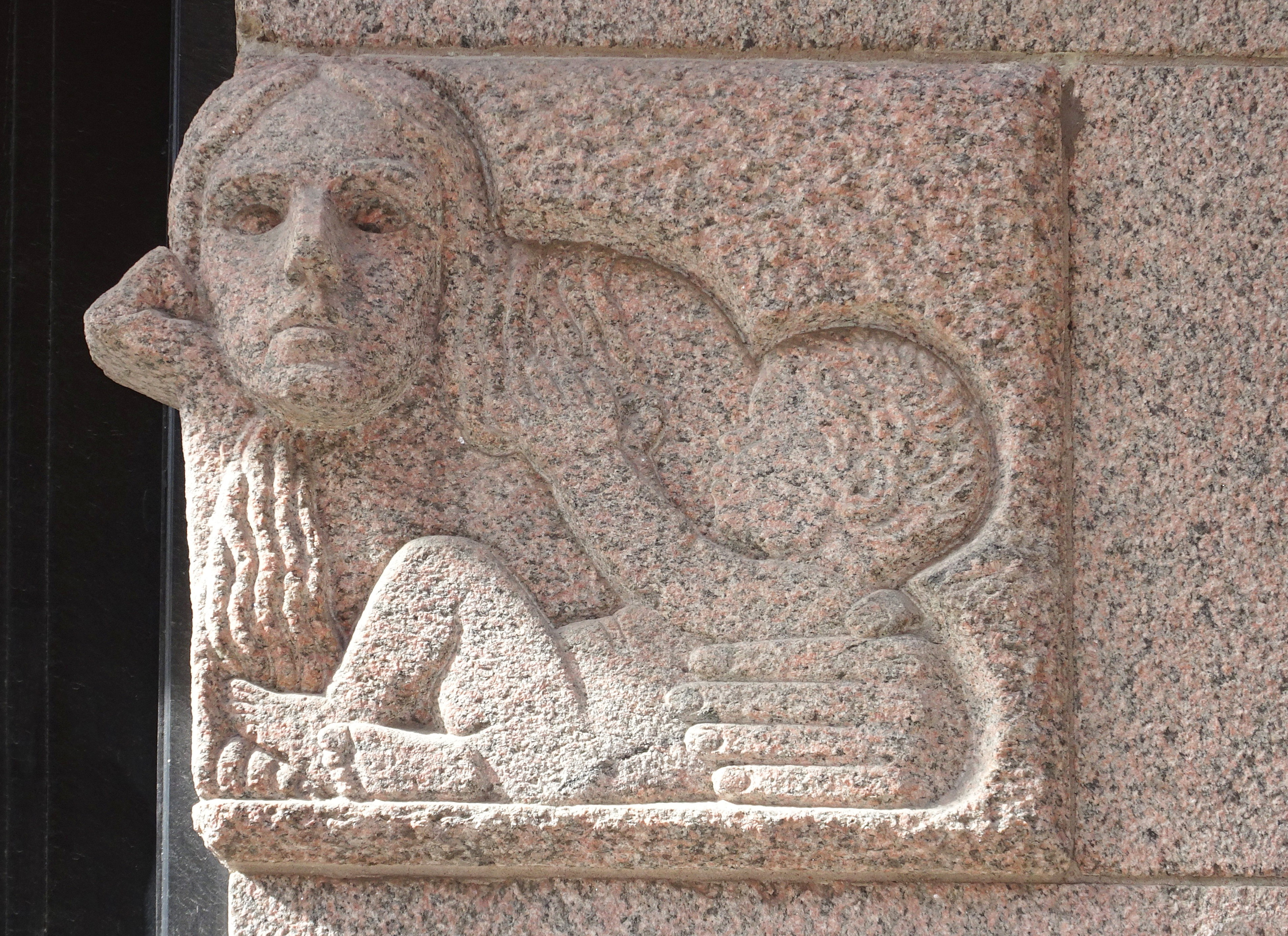
Entréskulptur.
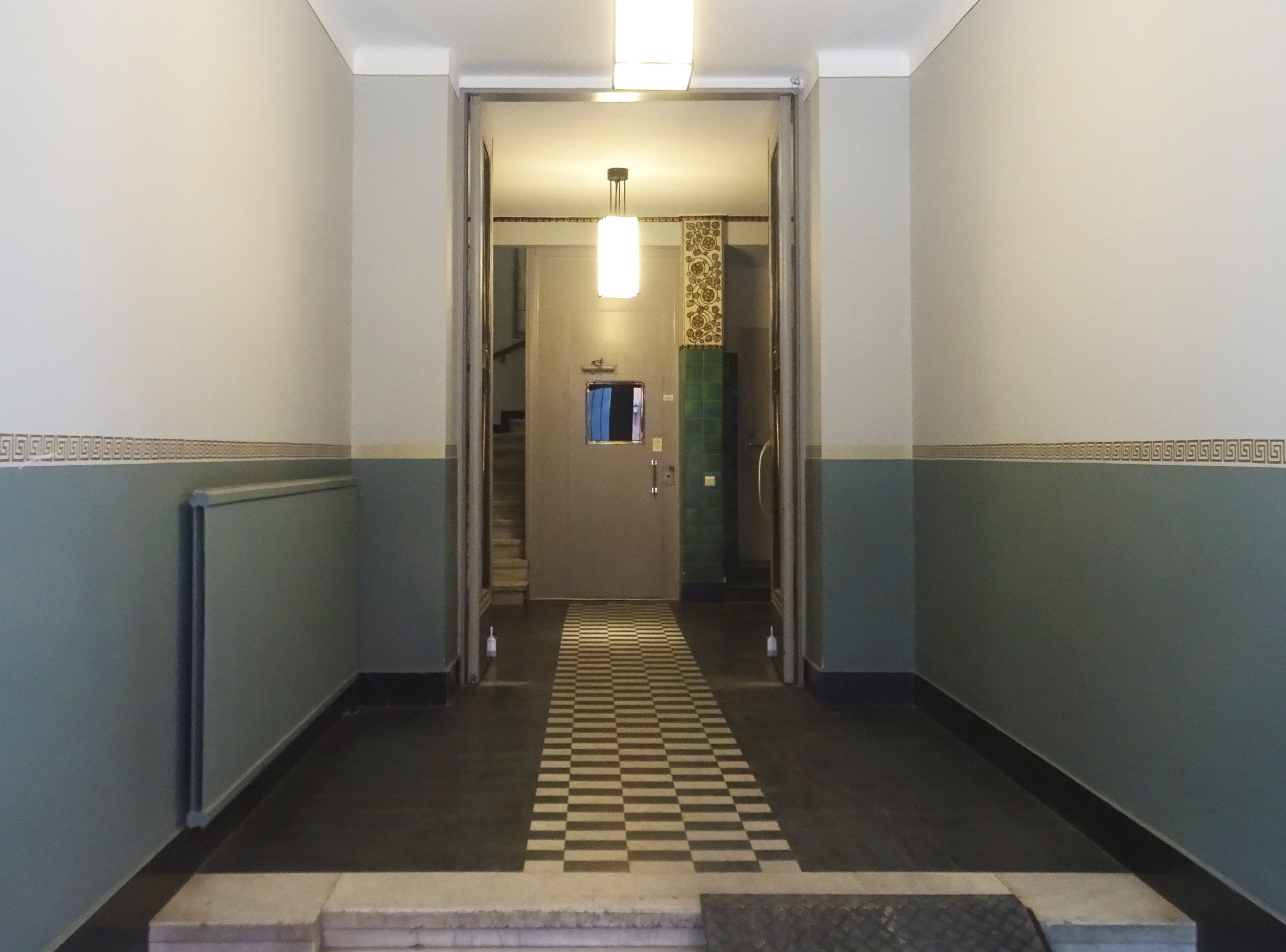
Entréhallen.

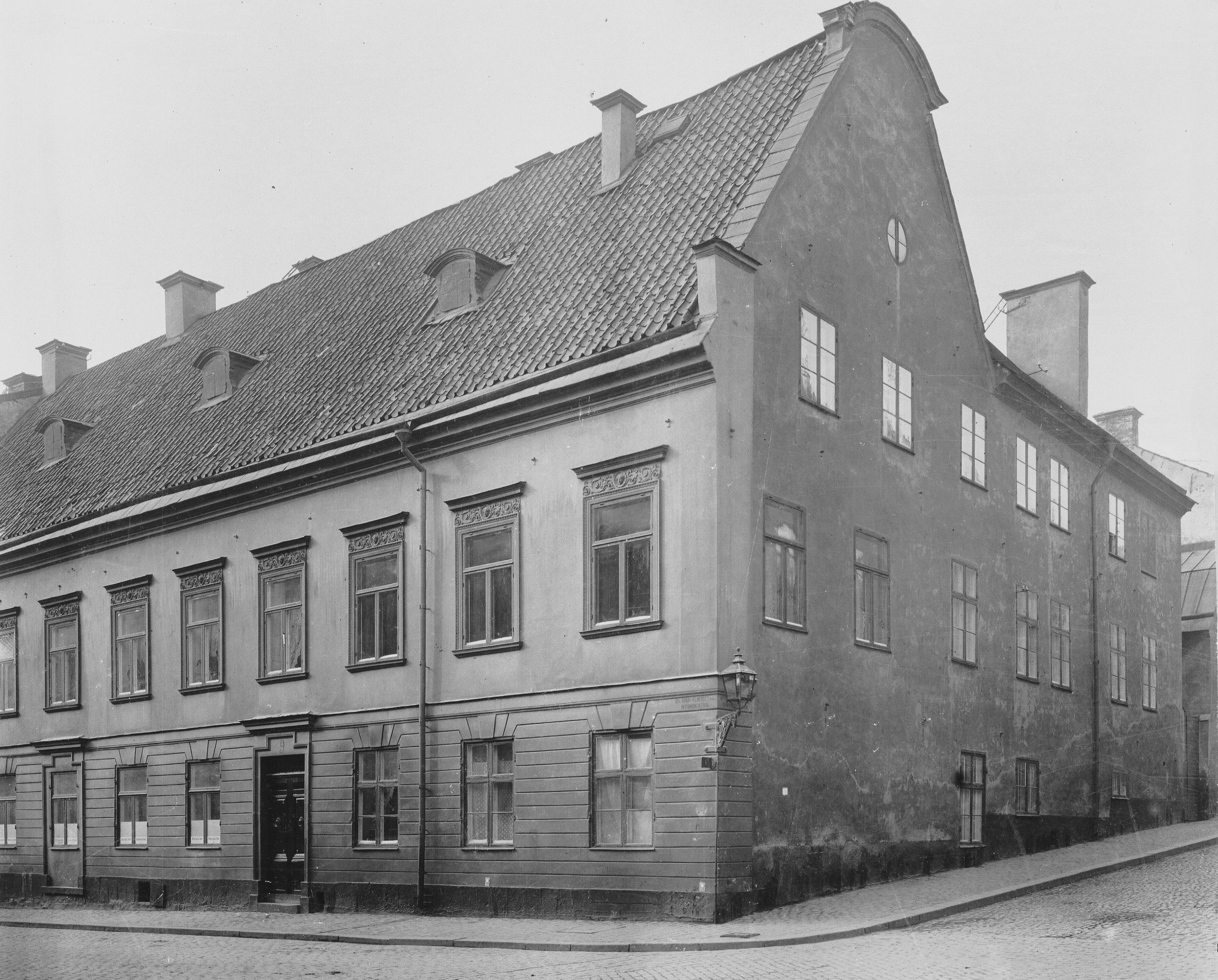
Schröderheimska huset hörnet Nybrogatan / Riddargatan 1903.
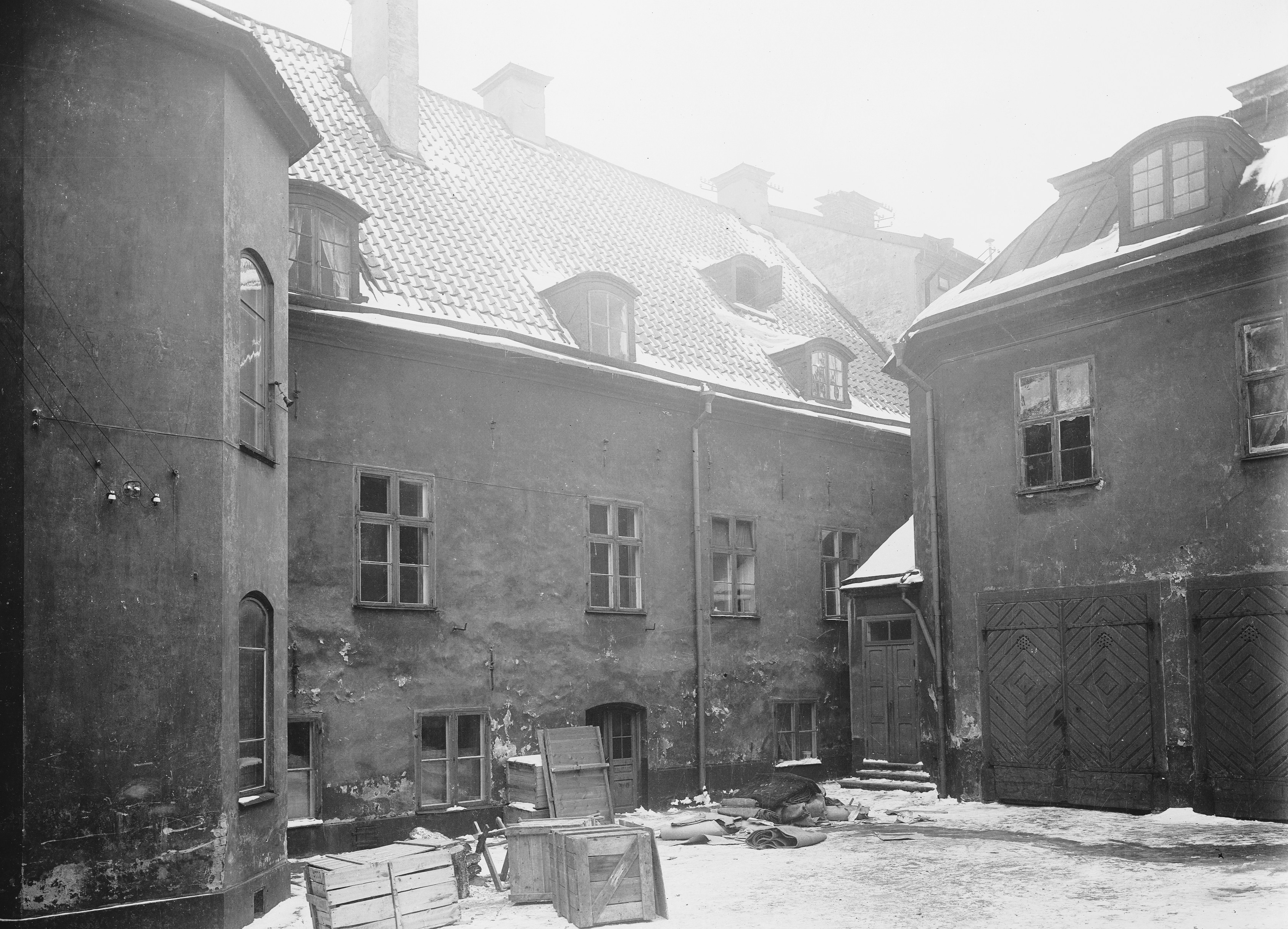
Bakgården 1907, i byggnaden till höger hade Berzelius ett laboratorium.
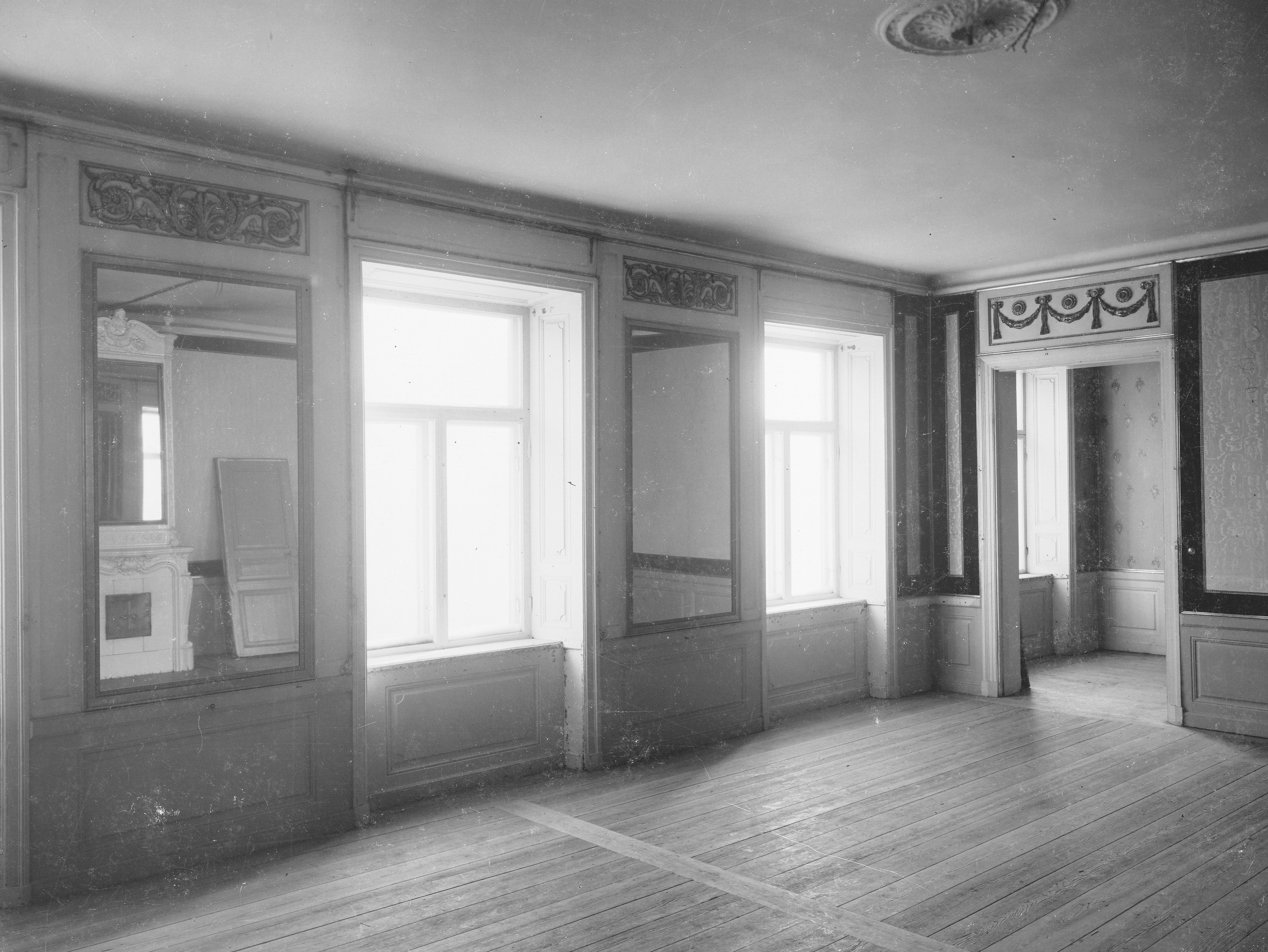
Salongen kort före rivningen 1907.
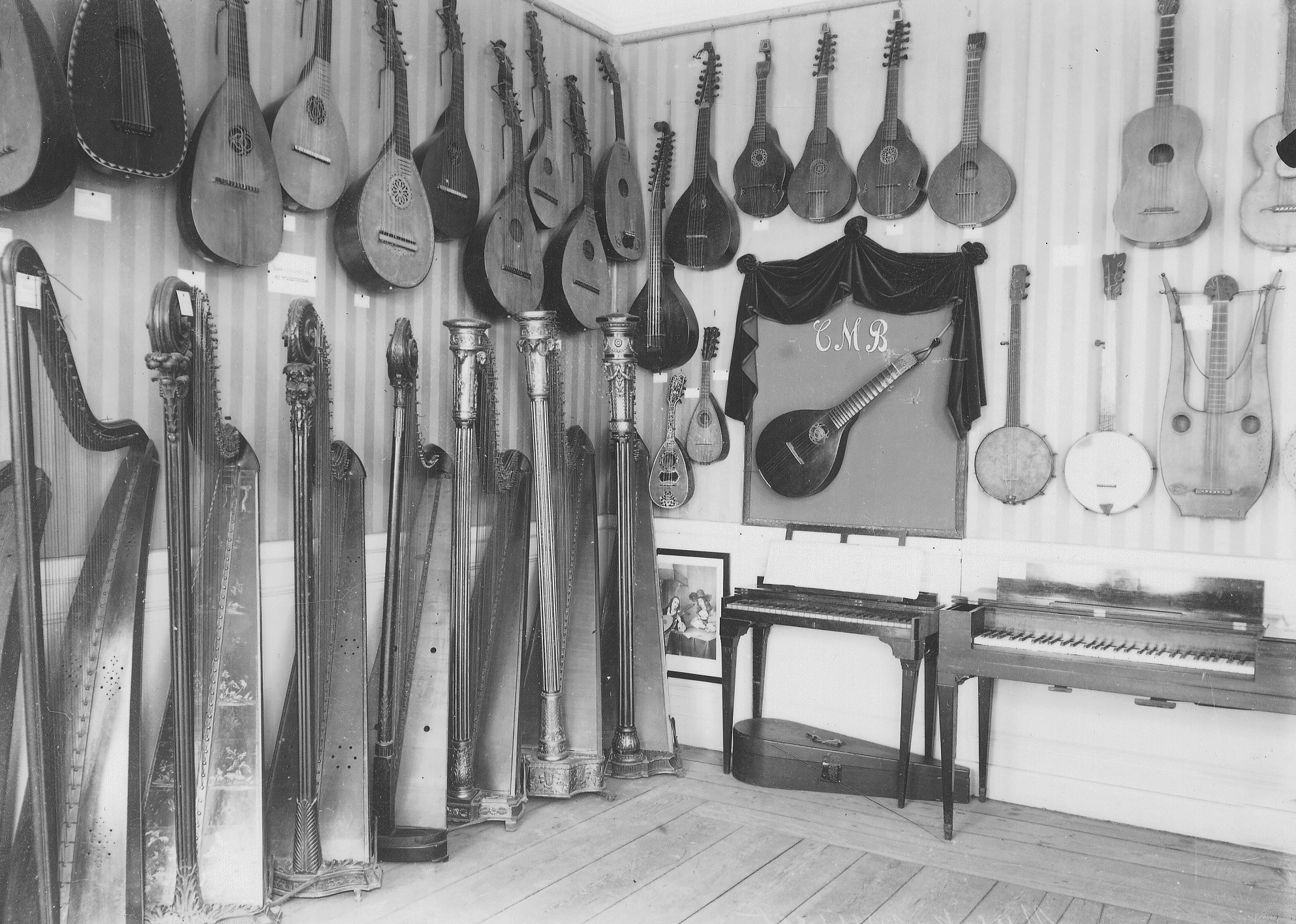
Musikhistoriska museet 1907.

## Carl Bergstens byggnad

### Exteriör
| Bergstens fasadritningar, 1907. |  | Bergstens fasadritningar, 1907. |
| Bergstens fasadritningar, 1907. |  |                                 |

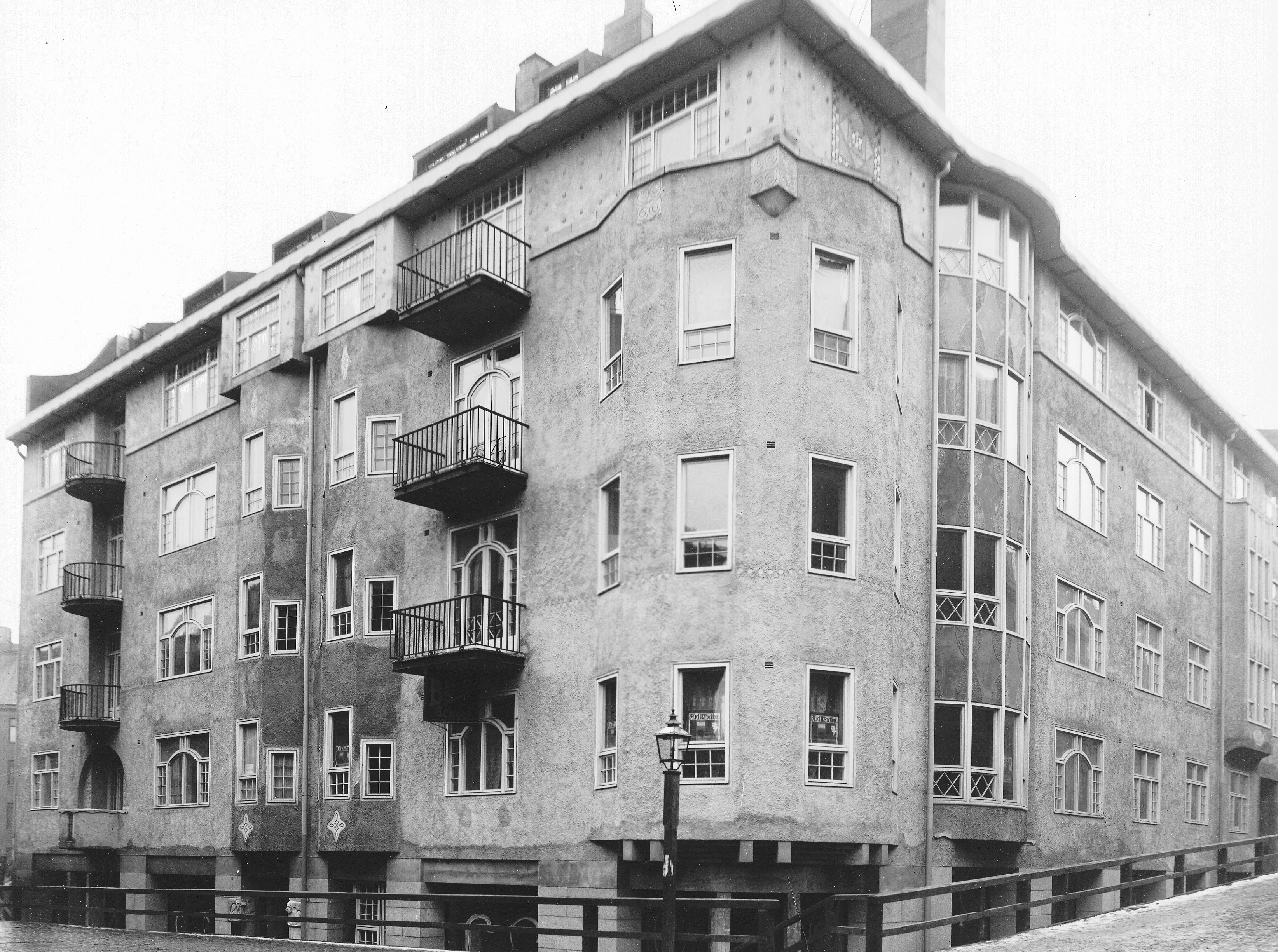
Bergstens byggnad, 1909.

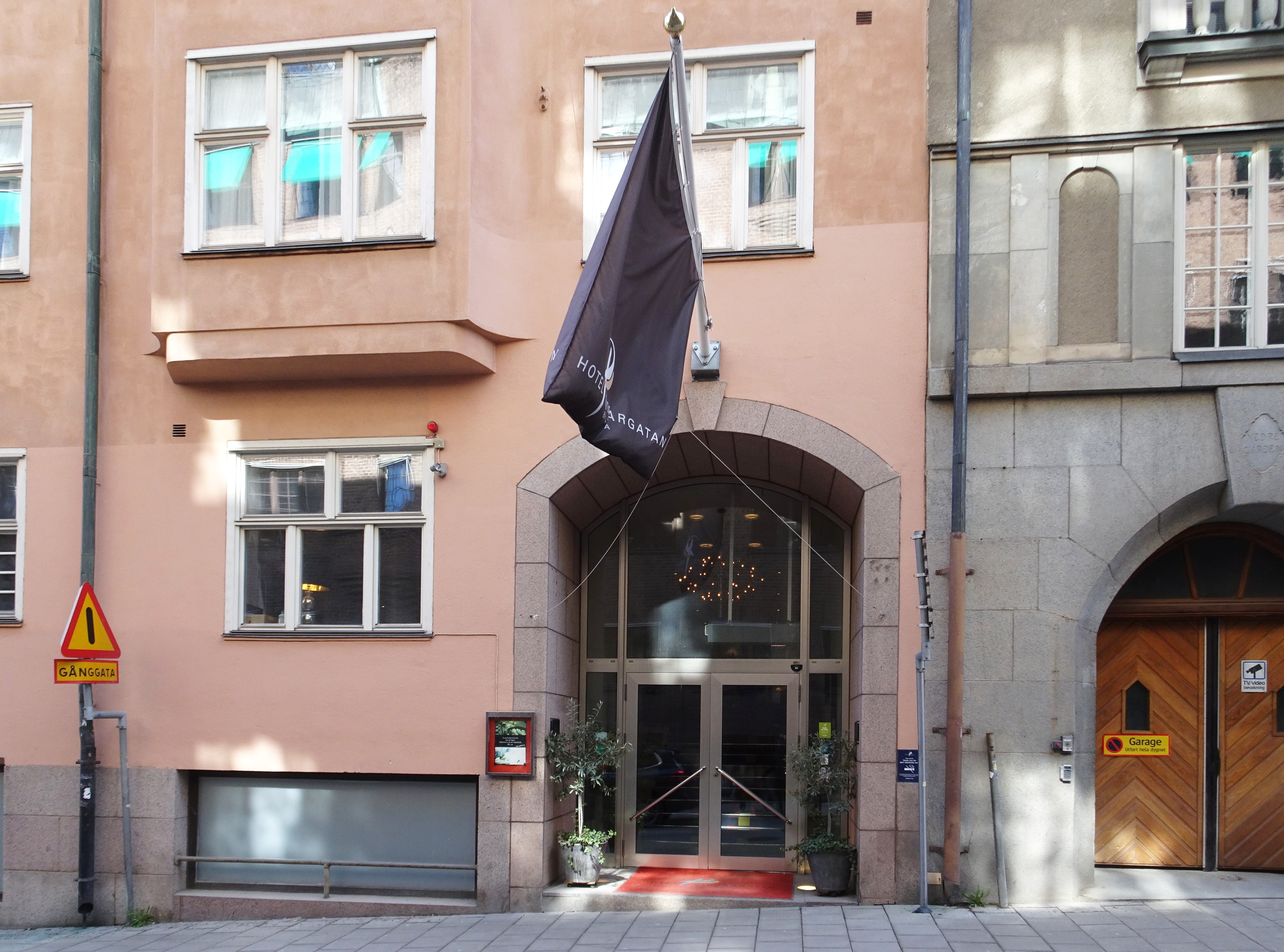
"Hotel Riddargatan", Riddargatan 12.

Kammeckers stenhus existerade ända fram till 1907 då det revs i samband med omdaningen av kvarteret när Birger Jarlsgatans södra del drogs fram här. Sista ägaren till den gamla fastigheten var friherrinnan Ebba Åkerhielm som i bygglovshandlingarna även anges som byggherre. Den nya byggnaden uppfördes mellan 1908 och 1909 efter ritningar av den då 28-åriga arkitekt Carl Bergsten, och skulle bli hans första hyreshus. Byggmästare var Bergstens gode vän, Ernst Lundberg. I samband med bygget sänktes även Riddargatan och Nybrogatan till dagens nivå. På ett fotografi från 1909 syns fortfarande delar av den äldre gatunivån.
Bergsten ritade en byggnad i fem våningar med inredd vind och butikslokaler i bottenvåningen. Stilen är stram jugend med influenser från wienerjugend. Fasaderna mot gatan accentueras av flera burspråk och en framträdande och rundade hörnavslutning. Andra gestaltningselement var geometriska former som halvcirklar, rektanglar och kvadrater. Fasaderna utfördes slätputsade och granitklädda i höjd med bottenvåningen. På ömse sidor av entréporten märks två reliefskulpturer i granit visande en kvinna med barn och en man. Från början var fasaderna smyckade av kakelmönster i fälten mellan fönstren högst upp. De har försvunnit vid senare fasadrenoveringar.

### Interiör och verksamheter
Väggarna i entrén kläddes med gröna kakelplattor, golven belades med svart och vit sten. Inmurad på väggen märks en maskeron som enligt Stadsmuseet i Stockholm kan ha suttit på palatset Makalös. Byggnaden var koncipierad som flerbostadshus med flera stora lägenheter per plan. Redan 1908 hade Berlitz school verksamhet på Nybrogatan 9 våning 1 trappa. Av arkitekt Bergstens brevhuvud framgår att han hade sitt kontor i husets vindsvåning. Det övertogs senare av arkitekt Gunnar Asplund.
Under 1930-talet kontoriserades flera våningar. Hotellrum för Castle Hotell inreddes på våning 1 och 2 trappor under 1940-talet och därefter. Castle Hotell fanns kvar vid Stadsmuseets byggnadsinventering på 1970-talet och hade då sina lokaler  på våning 1 och 5 trappor. Hotellet hade då 30 rum, varav 10 avsåg sviter vilka hyrdes ut till återkommande gäster. Hotellrörelse finns fortfarande (2021) i byggnaden under namnet Hotel Riddargatan som tillhandahåller 78 rum.

## Ägare
Fastigheten Skravelberget större 1 ägdes efter Kammecker och Schröderheim av änkefrun Sjöberg, som behöll den mellan 1792 och 1798. Därefter uthyrdes byggnaden till kända stockholmare, bland dem greven Johan Henrik Tawast och kemisten Jöns Jacob Berzelius som efter 1810 hade ett laboratorium i ett av bakgårdens hus. Den sista ägaren av den gamla fastigheten var Ebba Åkerhielm som 1904 sålde egendomen till arkitekten Carl Bergsten och byggmästaren Ernst Lundberg.
I entréhallen finns en inskription som lyder: ”På förra Åkerhielmska husets tomt uppfördes detta hus åren 1907-08. Dess byggmästare var Ernst Lundberg. Dess arkitekt Carl Bergsten.” Lundberg och Bergsten uppges som ägare 1910 och efter 1912 anges en direktör A. Lundquist och hans fastighetsbolag som ägare.
År 2009 köptes Skravelberget större 1 av Eric Douglas (genom Sparbössan Fastigheter) från finansmannen Tedde Jaensson som i sin tur ägde fastigheten seden 2002. År 2019 köpte Sparbössan Fastigheter även grannfastigheten Skravelberget större 13. I samband med förvärvet slogs båda fastigheterna samman under den gemensamma beteckningen Skravelberget större 1.

### Bilder
- Balkong.
- Entréskulptur.
- Entréskulptur.
- Entréhallen.